# Huinca Renancó
Huinca Renancó is een plaats in het Argentijnse bestuurlijke gebied General Roca in de provincie Córdoba. De plaats telt 8.637 inwoners.